# Kakodanahalli, Arkalgud
Kakodanahalli là một làng thuộc tehsil Arkalgud, huyện Hassan, bang Karnataka, Ấn Độ.